# أحمد بن حسين عسيري
أحمد بن حسين عسيري، باحث و قاص، وأحد أبرز أدباء المملكة العربية السعودية المعاصرين.

## الدراسة والعمل
- حصل على الشهادة الابتدائية من المدرسة العزيزية في الطائف عام 1385هـ.
- حصل على الشهادة المتوسطة من تبوك بنظام المنازل بعد فترة من الانقطاع عام 1402هـ.
- درس المرحلة الثانوية في حقل بنظام التعليم الليلي 1412هـ/1991م.
- درس المرحلة الجامعية بنظام الانتساب وحصل على درجة البكالوريويس من جامعة الملك عبد العزيز في جدة متخصصًا في الإدارة العامة عام 1418/1419هـ.
- حصل على درجة الماجستير بالانتظام من جامعة مؤتة الأردنية في تخصص الإدارة العامة عام 2008م.
- حصل على درجة الدكتوراه من جامعة مؤتة الأردنية في تخصص الجريمة عام 2010م.[1]

## مؤلفاته
- اتجاهات الموظفين نحو الرقابة الخارجية.
- الاتجاهات المجتمعية نحو السجناء المفرج عنهم.
- النوارس (قصص قصيرة).
- دراسة الإدارة بالأهداف.
- دراسة القصة القصيرة.
- صانع القرار بين الإدارة العامة وإدارة الأعمال.
- دراسة القصة القصيرة جدًا.
- الثقافة المجتمعية والتبعية الفكرية.
- البدايات لفن القصة القصيرة جدًا في المملكة.
- الجريمة في الأدب السردي.[2]